# Badre Alhamami
Badre ibne Abedalá Alhamami (em árabe: بدر بن عبدالله الحمّامي; romaniz.: Badr ibn ʿAbdallāh al-Ḥammāmī), também conhecido como Badre Alcabir ou Buga Alquibir (Badr al-Kabīr; lit.  "Badre, o Velho"), foi um general que serviu os tulúnidas e depois o Califado Abássida. Originalmente um escravo grego, foi libertado por Amade ibne Tulune e tornar-se-ia um distinto oficial militar, envolvendo-se na supressão dos raides carmatas liderados contra a Síria. Com a derrocada do Reino Tulúnida com a morte de Harune ibne Cumarauai, desertou para o Califado Abássida, onde serviria como general e governador até sua morte em 923.

## Vida

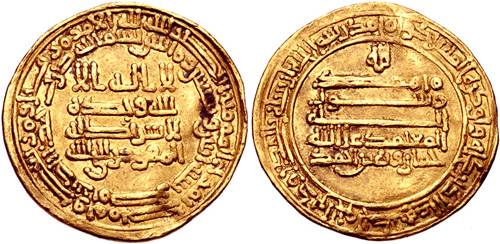
Dinar de ouro de Cumarauai r.

De origem grega, Badre foi originalmente um escravo do fundador do regime tulúnida, Amade ibne Tulune, que mais tarde libertou-o. Em setembro de 893, junto com Maomé ibne Aba, e o governador de Tarso, Amade ibne Tugane Alujaifi, Badre liderou uma expedição contra o Império Bizantino, alcançando tão longe quanto al-Balacisum (al-Balacsum; não identificada, possivelmente a Telmesso cária ou lícia). Após a morte de Cumarauai, filho de ibne Tulune, em 896, muitos oficiais tulúnidas deixaram o Egito e desertaram para os abássidas. Badre ficou para trás, e foi classificado, junto de Faique e Safi, como um dos principais comandantes; cada um deles comandando uma porção do exército, foram capazes de forçar o governo tulúnida a entregar a receita necessária para continuar pagando suas tropas, cuja total lealdade eles assim asseguraram. Consequentemente eles, e Badre em particular, estiveram entre os principais rivais de Maomé ibne Aba, que atuou como regente do infante emir Harune ibne Cumarauai.

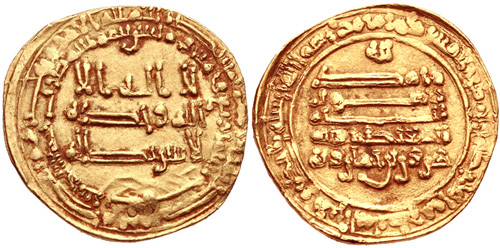
Dinar de Harune emitido em Alepo em 896/897

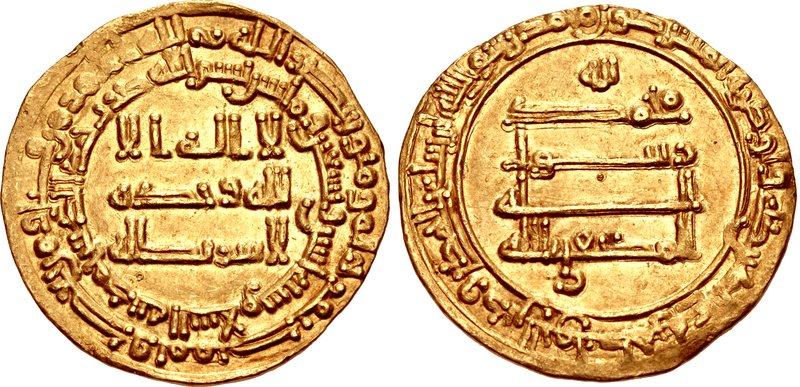
Dinar do califa Almoctafi r.

Em 902, liderou um exército de alívio do Egito para confrontar os carmatas sob Saíbe Anaca, que havia atacado a Síria e sitiado Tugueje ibne Jufe em Damasco. Os dois comandantes tulúnidas lutaram com os carmatas diante dos portões da cidade e conseguiram matar o líder carmata, muito embora perderam a peleja. Anaca foi sucedido por seu irmão Saíbe Xamea, que assolou muito da Síria em 902–903. Em algum momento antes do final de agosto de 903, contudo, conseguiu uma grande vitória contra os carmatas, matando muitos e repelindo o resto para o deserto. Esse evento é apenas conhecido através dum despacho enviado para Bagdá, brevemente mencionado por Tabari. Esse sucesso foi logo seguido por uma vitória decisiva do exército abássida na batalha de Hama em novembro, que levou à captura e execução de Xamea e os líderes carmatas seniores.
No outubro de 904, os abássidas sob Maomé ibne Solimão Alcatibe lançou uma campanha para recuperar o Egito e terminar o regime tulúnida. Quando Maomé chegou nas fronteiras do Egito em novembro, Badre dirigiu-se contra ele. A deserção da maioria dos comandantes seniores foi logo seguida por outros oficiais tulúnidas, e quando Harune ibne Cumarauai foi morto por um de seus homens, o regime colapsou na anarquia, e Maomé entrou em Fostate sem oposição. Agora em serviço abássida, em agosto de 905, Badre recebeu túnicas de honra do califa Almoctafi (r. 902–908) e foi enviado como representante e conselheiro de outro comandante, Fatique, para confrontar a rebelião de um antigo oficial tulúnida, Ibraim Alcaliji, que capturou grande parte do país junto de Fostate.
Em 914, foi governador de Pérsis. Após o assassinato do emir samânida Amade ibne Ismail e a ascensão de seu filho infante, o regime samânida foi enfraquecido. Badre usou a oportunidade para reafirmar o controla abássida sobre o Sistão, enviou Alfadle ibne Hamide lá como seu representante. Esse sucesso, entretanto, foi de curta duração e a província logo caiu nas mãos de guerreiros locais até a emergência de Catir ibne Amade como seu governante em 917. Em outubro de 917, Badre foi colocado no comando de 5 000 homens e enviado para perseguir o líder rebelde Abedalá ibne Ibraim Almismai e seus seguires curdos próximo de Ispaã. Badre morreu em 923.